# Kanuslalom-Weltmeisterschaften 1981
Die Kanuslalom-Weltmeisterschaften 1981 fanden 1981 in Bala in Wales statt.

## Ergebnisse

### Einer-Kajak
Männer:
| Platz | Land | Sportler          |
| ----- | ---- | ----------------- |
| 1     | GBR  | Richard Fox       |
| 2     | TCH  | Luboš Hilgert     |
| 3     | FRA  | Jean-Yves Prigent |

Frauen:
| Platz | Land | Sportler         |
| ----- | ---- | ---------------- |
| 1     | GER  | Ulrike Deppe     |
| 2     | USA  | Cathy Hearn      |
| 3     | FRA  | Jocelyne Rouqioz |

### Einer-Kajak-Mannschaft
Männer:
| Platz | Land | Sportler                                          |
| ----- | ---- | ------------------------------------------------- |
| 1     | GBR  | Richard Fox Nicholas Wain Albert Kerr             |
| 2     | SUI  | Milo Duffek jun. Jürg Götz Urs Steinmann          |
| 3     | FRA  | Jean-Yves Prigent Thierry Junquet Bernard Renault |

Frauen:
| Platz | Land | Sportler                                       |
| ----- | ---- | ---------------------------------------------- |
| 1     | GER  | Ulrike Deppe Gabrielle Köllmann Susanne Erbers |
| 2     | GBR  | Elizabeth Sharman Jane Roderick Susan Small    |
| 3     | USA  | Yuri Kusuda Cathy Hearn Linda Harrison         |

### Einer-Canadier
Männer:
| Platz | Land | Sportler       |
| ----- | ---- | -------------- |
| 1     | GBR  | John Lugbill   |
| 2     | USA  | David Hearn    |
| 3     | FRA  | Jean Senellier |

### Einer-Canadier-Mannschaft
Männer:
| Platz | Land | Sportler                                               |
| ----- | ---- | ------------------------------------------------------ |
| 1     | USA  | Jon Lugbill Ron Lugbill David Hearn                    |
| 2     | FRA  | Herve Madore Jean Senellier Jean Salamé                |
| 3     | GER  | Gerald Moos Fredi Zimmermann Jürgen Schnitzerling-Denk |

Mixed:
| Platz | Land | Sportler                      |
| ----- | ---- | ----------------------------- |
| 1     | USA  | Elizabeth Turner Fritz Haller |
| 2     | USA  | Barbara McKee John Sweet      |
| 3     | USA  | Karen Marte Brett Sörensen    |

### Zweier-Canadier
Männer:
| Platz | Land | Sportler                      |
| ----- | ---- | ----------------------------- |
| 1     | USA  | Mike Garvis/Steve Garvis      |
| 2     | GER  | Dieter Welsink/Peter Czupryna |
| 3     | USA  | Paul Grabow/Jefry Huey        |

### Zweier-Canadier-Mannschaft
Männer:
| Platz | Land | Sportler                                                                          |
| ----- | ---- | --------------------------------------------------------------------------------- |
| 1     | GBR  | Young/Munro Joce/Owen Jamieson/Williams                                           |
| 2     | POL  | Wojciech Kudlik/Jerzy Jez Maslanka/Ryszard Seruga Zbigniew Czaja/Jacek Kasprzycki |
| 3     | USA  | Paul Grabow/Jefry Huey Mike Garvis/Steve Garvis Gutschick/Flack                   |

## Medaillenspiegel
| Platz  | Land                   | Gold | Silber | Bronze | Gesamt |
| ------ | ---------------------- | ---- | ------ | ------ | ------ |
| 1      | Vereinigtes Königreich | 4    | 1      | -      | 5      |
| 2      | Vereinigte Staaten     | 3    | 3      | 4      | 5      |
| 3      | Deutschland            | 2    | 1      | 1      | 4      |
| 4      | Frankreich             | -    | 1      | 4      | 5      |
| 5      | Tschechoslowakei       | -    | 1      | -      | 1      |
| 5      | Schweiz                | -    | 1      | -      | 1      |
| 5      | Polen                  | -    | 1      | -      | 1      |
| Gesamt | Gesamt                 | 9    | 9      | 9      | 27     |